# Lynda Haverstock
Pour les articles homonymes, voir Haverstock.
Lynda Haverstock, née à Swift Current, est une femme politique canadienne. Elle est lieutenante-gouverneure de la province de la Saskatchewan de 1999 à 2006.

## Biographie
Lynda Maureen Ham est née et a grandi à Swift Current. Haverstock a quitté le lycée après la 10e année pour élever sa fille en bas âge. À l'âge adulte, elle est retournée aux études pour terminer ses études et a finalement obtenu un baccalauréat et une maîtrise en éducation, ainsi qu'un doctorat. en psychologie de l'Université de la Saskatchewan. Haverstock s'est hissée au rang des libéraux provinciaux en 1989 et a été la première femme de l'histoire de la Saskatchewan à diriger un parti politique. Elle a amené les libéraux à obtenir une augmentation substantielle du soutien, remportant plus de 23% des suffrages lors des élections provinciales de 1991. Cependant, leur nombre était trop dispersé dans toute la province pour se traduire par des sièges. Haverstock est le seul libéral à avoir remporté un siège à Saskatoon Greystone.
Sous sa direction, le parti s'est considérablement développé: lors des élections provinciales de 1995, il a porté à onze son caucus à l'Assemblée législative, devenant ainsi l'opposition officielle. Les libéraux ont remporté le tiers du vote populaire.
Face à une coalition de libéraux de Regina et d'anciens conservateurs qui ont contesté sans succès son leadership, Haverstock a démissionné de son poste de leader en 1995. Elle a passé le reste de son mandat législatif en tant que membre indépendant. En 1999, elle a pris sa retraite de la politique.
Des combats internes ont continué à diviser le Parti libéral et plusieurs membres de l'Assemblée législative, y compris ceux qui s'étaient opposés à Haverstock, sont partis en 1997 pour se joindre au Parti de la Saskatchewan. Les élections provinciales de 1999 ont ramené les libéraux à trois sièges à la législature. Depuis 2003, ils n'ont élu aucun membre.
Après avoir quitté la politique, Haverstock a travaillé brièvement comme animateur de radio avant d'être nommé lieutenant-gouverneur de la Saskatchewan en 2000. En tant que représentante de la reine, elle a joué un rôle clé dans l'organisation des célébrations du centenaire de la province en 2005. Le mandat de Haverstock a été prolongée et elle est restée lieutenant-gouverneur jusqu'au 31 juillet 2006. Au cours de son mandat, elle a parrainé plus de cent organismes communautaires. .
Lynda Haverstock est membre de l'Ordre du Canada et de l'Ordre du mérite de la Saskatchewan. Elle est titulaire d'un doctorat honorifique de l'Université de Regina, de l'Université Royal Roads (Victoria) et de l'Université Queen's (Kingston). Elle est récipiendaire du Distinguished Canadian Award et est nommée parmi les 100 Alumni of Influence de l'Université de la Saskatchewan.
En juin 2007, elle est devenue présidente-directrice générale de Tourism Saskatchewan, une autorité indépendante, dirigée par le secteur, chargée en partie de promouvoir la Saskatchewan en tant que destination. Elle a réussi à mieux faire connaître l’organisation et à mieux faire connaître le secteur du tourisme en Saskatchewan. Sous sa direction, le premier sommet de la province sur le tourisme s'est tenu en septembre 2007; six équipes de travail du président ont été formées afin de fournir des orientations sur les principaux défis et questions; un programme d'assurance de la qualité pour le secteur a été mis en place; et la première Journée de promotion du tourisme à l'Assemblée législative provinciale a eu lieu en novembre 2011. Entre 2006 et 2010, les recettes touristiques de la province sont passées de 1,44 milliard à 1,68 milliard de dollars et ont augmenté de 13,5%.
M. Haverstock siège au conseil d'administration de Shaw Communications. 
Elle et son mari Harley Olsen (ancien directeur général du bureau de la Commission de la capitale provinciale et ancien sous-ministre des Affaires municipales) ont quatre enfants et neuf petits-enfants. 
Son frère, Dennis Ham, a siégé en tant que conservateur à l'Assemblée de la Saskatchewan.